# Après toi, le chaos
Après toi, le chaos (El desorden que dejas ; littéralement « Le désordre que tu laisses ») est une série télévisée espagnole en huit épisodes de 35–56 minutes créée par Carlos Montero Castiñeira et diffusée depuis le 11 décembre 2020 sur Netflix. Il s'agit de l'adaptation du roman espagnol El desorden que dejas de Carlos Montero (2016).

## Synopsis
Raquel suit son mari dans la ville natale de ce dernier, en Galice. Professeur de littérature, elle commence à enseigner au lycée Novariz. Mais la jeune femme va vite se rendre compte que l'enseignante qu'elle remplace s'est suicidée trois semaines plus tôt, et que ses nouveaux élèves ne sont pas étrangers à cet événement.

## Distribution

### Acteurs principaux
- Inma Cuesta (VF : Chloé Renaud) : Raquel Valero, la professeur de littérature
- Bárbara Lennie : Elvira « Viruca » Ferreiro Martínez, la professeur qui s'est suicidée
- Tamar Novas (VF : Benjamin Lhommas) : Germán Araujo, le mari de Raquel
- Arón Piper (VF : Donald Reignoux) : Iago Nogueira, un élève de Raquel
- Roberto Enríquez (VF : Joël Zaffarano) : Mauro Muñiz, l'ex-mari de Viruca
- Roque Ruiz (VF : Antoine Fleury) : Roi Fernández, un élève de Raquel
- Isabel Garrido (VF : Vanessa Van-Geneugden) : Nerea Casado Macías, une élève de Raquel
- Fede Pérez (VF : Olivier Bénard) : Demetrio Araujo, le frère de Germán
- Alfonso Agra (VF : Bernard Lanneau) : Tomás Nogueira
- Susana Dans : Marga

### Acteurs secondaires
- Xavier Estévez : Ramón
- Xosé Touriñán (VF : Tanguy Goasdoué) : Gabriel Acevedo
- María Tasende : Iria
- Camila Bossa : Isa
- María Costas (VF : Brigitte Aubry) : Claudia, la mère de Germán
- Abril Zamora (VF : Sandrine Moaligou) : Tere
- Chelo Falcón : Carmen, la mère de Raquel
- Ana Santos : Concha
- Mela Casal
- César Cambeiro

## Production

### Genèse et développement
Le 12 décembre 2020, Carlos Montero assure que la deuxième saison n'aura pas lieu parce que « c'est une mini-série basée sur un livre. (…) Que dois-je faire si je fais une deuxième saison ? Dois-je faire de Raquel une détective ? Cela n'a aucun sens. Je devais clore l'histoire et je l'ai fait. Comme le roman » (« Es una miniserie. Está basada en un libro. (…) ¿Yo qué hago si hago una segunda temporada? ¿Hago a Raquel investigadora privada? Es que no tiene sentido. Había que cerrarla y la cerré así. Como la novela »), explique le créateur dans une interview sur Sensacine.

### Tournage
Le tournage a lieu, en octobre 2019, en Galice, notamment à Cambre, Oleiros, La Corogne, Celanova, Ribadavia, Bande et le canyon du Sil.

### Fiche technique
Sauf indication contraire, les informations mentionnées dans cette section peuvent être confirmées par la base de données cinématographiques IMDb,  présente dans la section « Liens externes ».
- Titre original : El desorden que dejas
- Titre français : Après toi, le chaos
- Création : Carlos Montero
- Réalisation : Roger Gual, Carlos Montero et Sílvia Quer
- Scénario : Carlos Montero ; Javier Holgado et Andrés Seara
- Musique : Ricardo Curto et Lucio Godoy
- Costumes : Eva Camino
- Photographie : Isaac Vila et David Valldepérez
- Montage : Juan Galiñanes, Mario Maroto et Lu Rodríguez
- Casting : Conchi Iglesias
- Production : Emma Lustres
- Société de production : Vaca Films
- Société de distribution : Netflix
- Pays d'origine :  Espagne
- Langue originale : espagnol
- Format : couleur
- Genre : drame, thriller
- Durée : 35–56 minutes
- Date de diffusion : Monde : 11 décembre 2020 sur Netflix

## Épisodes
1. Dans la gueule du loup (En la boca del lobo)
2. Ils savent (Lo saben)
3. Compte jusqu'à trois (Cuenta hasta tres)
4. Chute en piqué (Caída en picado)
5. Le Lieu secret (El lugar secreto)
6. Ta face cachée (Lo que no quiso ver en ti)
7. La Troisième Victime (La tercera víctima)
8. Le désordre que tu laisses (El desorden que dejas)

## Accueil

### Critique
Stéphanie Guerrin du Parisien assure que « si l'intrigue principale s'attache au monde adulte, les jeunes protagonistes ne sont pas en reste. (…) Carlos Montero retrouve ses thèmes de prédilection, mais se débarrasse des détours clinquants et excessifs de sa précédente série. Certes, quelques scènes restent superflues dans « Après toi, le chaos » et des longueurs inutiles se font sentir au milieu de l'intrigue, mais le mystère fonctionne à plein ».